# Laneuville-à-Rémy
Laneuville-à-Rémy – miejscowość i dawna gmina we Francji, w regionie Grand Est, w departamencie Górna Marna. W 2013 roku jej populacja wynosiła 64 mieszkańców. 
W 1972 roku dwie ówczesne gminy – Robert-Magny oraz Laneuville-à-Rémy – połączyły się w nową gminę Robert-Magny-Laneuville-à-Rémy. Fuzja ta trwała 40 lat, gdyż w 2012 roku podzieliła się na dwie wcześniejsze gminy z których powstała – Robert-Magny i Laneuville-à-Rémy.